# KV-2
KV-2(러시아어: Кв-2)는 제2차 세계 대전에 사용된 소련의 중전차이다. "KV"는 소련의 국방부 장관이었던 클리멘트 보로실로프의 앞글자를 땄다. KV-1S의 차체에 152 mm 곡사포 M1938을 탑재했다. 152mm 유탄포 D-10T를 탑재한 회전포탑을 장착한 모습으로 인해 독일군은 "Gigat"(거인)라 불렸다.
소련군은 1939년 12월 겨울 전쟁 당시 핀란드군의 강력한 방어선에 전차 손실이 발생하면서 KV-1보다 강력한 화력을 가진 전차를 주문했다. 키로프 공장은 당시 운용 중이던 KV-1의 문제점을 개선한 진지 돌파용 전차가 개발되었고, KV-1S의 차체에 152mm 유탄포 D-10T를 탑재한 사각형 포탑이 올려진 전차가 탄생했다. KV-2는 1940년 실전에 투입되었고, 1943년까지 생산되었다. 제2차 세계 대전 당시 동부 전선에서 운용되다가 기동성과 속도 문제로 퇴역했다. 이후 KV-2의 돌격포 역할은 SU 전차와 IS 전차로 계승되었다.

## 개발
1939년 11월 핀란드를 침공한 소련군은 카렐리야 지협에 구축된 핀란드군의 견고한 방위진지였던 만네르헤임선에 가로막혀 큰 손해를 입었고 이후 소련군은 강력한 화력 지원용 전차를 요구했다. 키로프 공장은 1939년 개발이 끝난 KV-1 중전차를 기반으로 152mm 유탄포 M-10을 갖춘 새로운 회전포탑을 설계한 뒤, 이를탑재한 진지돌파용 전차가 개발했다. 1940년 1월 말에는 새로운 화력 지원용 전차의 시제차가 완성되었고, 2월에는 증가 시제형 2대가 완성되어 바로 만네르헤임선으로 파견되었다. 전선에 파견된 KV-2는 숨마 전투에서 첫 전투를 치렀다. 
시제차 및 초기 생산 차량들은 칠각 포탑을 탑재하였으나, 장갑판의 구성이 간략화되어 1940년 말부터 생산된 차량에는 육각형 포탑이 탑재되었다. KV-2는 1940년부터 1941년에 걸쳐 개량형을 포함해 202량이 생산되었다.

## 운용
1941년 6월 바르바로사 작전이 개시된 이후 소련군은 겨울 전쟁에서 살아남은 KV-2 전차를 모두 전선에 투입했고, 독일군은 KV-2 전차의 장갑과 크기에 경악했다. 1941년 6월 23일 35(t) 전차로 무장한 독일 제6기갑사단은 리투아니아레 있던 두비사강에서 KV-2를 보유한 소련 제2전차사단과 조우했는데, 전차 40대와 많은 화포가 격파당하는 큰 손해를 입었다. 이에 따라 전진하던 독일 제1기갑사단은 독일 제6장갑사단을 지원해야 했다.
1941년 6월 라세이냐이 전투에서 두비사강 교두보에 있던 보병부대와 제6기갑사단을 분리하기 위해 KV-2 전차 1대가 파견되었는데, KV-2는 교두보로 향하는 증원부대 트럭 12대를 격파하고 가도 위 분기점에 자리잡아 독일군을 계속 막았다. KV-2를 격파하기 위해 5cm PaK 38 대전차포가 투입됐으나 반격을 당해 2문이 파괴됐고 이어 8.8cm 고사포 1문도 설치 중 포격을 받아 파괴됐다. 밤이 되어 독일군 돌격공병이 폭약으로 공격을 가해 무한궤도를 파괴하고 KV-2를 움직이지 못하게 했지만 KV-2를 완전히 격파하지 못했다. 다음날 경전차가 미끼가 된 사이 설치된 8.8cm 고사포가 수평사격으로 6발을 명중시켰다. 그러나 관통된 것은 2발 뿐이었고 승무원은 아직 살아사 포탑이 움직이기 시작했기 때문에 공병이 수류탄을 던져서 KV-2를 완전히 불능으로 만들었다. 이렇게 강력한 화력을 보유한 KV-2 이지만 단점이 있었다. 일단 엄청 큰 대투 포탑을 달았으니 무게가 무거워저 속도가 느렸고 애초에 고장이 잘나는 KV-1차체에 포탑을 올려서 고장이 다 잦을 수 밖에 없었다. 